# Pituffik Space Base

i8
i11
i13
Die Pituffik Space Base (grönländisch Pituffik [piˈtufːik], deutsch ‚Wo man etwas festmacht‘; bis April 2023: Thule Air Base genannt, IATA-Code: THU, ICAO-Code: BGTL) ist ein Militärflugplatz der USA im südlichen Teil der Hayes-Halbinsel in Avanersuaq, im Nordwesten von Grönland. Der Flugplatz wurde im Jahr 1951 erbaut. Die Anlage dient unter anderem zur Überwachung von Raketenstarts und Weltraumaktivitäten.

## Geschichte
Ab dem 12. Januar 1951  begann das United States Army Corps of Engineers im Auftrag der United States Air Force unter dem Codenamen ROBIN (später BLUE JAY) mit dem Bau einer 10.000 Fuß (rund 3 km) langen Landebahn und einer zugehörigen Basis. Administrativ bildet der Stützpunkt mit seiner Umgebung eine 658 km² große, gemeindefreie Enklave umgeben vom Gebiet der Avannaata Kommunia. Die Anlage wurde am 1. März 1951 auf Grundlage des Thulesag 2-Abkommens zwischen den Vereinigten Staaten und Dänemark in Betrieb genommen. Im Kalten Krieg diente die Basis dem Strategic Air Command zunächst als Stützpunkt für B-45-, B-50-, B-57-, B-58-, B-66-, B-36- und B-47-Langstreckenbomber, bevor diese in den 1950er- und 1960er-Jahren durch B-52-Bomberverbände abgelöst wurden. Ab 1961 war die Basis Teil des Ballistic Missile Early Warning System (BMEWS), das nach dem Kalten Krieg durch das PAVE-PAWS-System ersetzt wurde. Betrieben wird das System, das mit einer AN/FPS-132-Anlage ausgerüstet ist, von der 12th Space Warning Squadron. Neben der 12th Space Warning Squadron sind auf der Pituffik Space Base noch weitere Einheiten stationiert. Das sind die für Betrieb, Unterhaltung und Sicherheit zuständigen Einheiten 821st Air Base Group, 821st Support Squadron und 821st Security Forces Squadron sowie das Detachment 1 der 23rd Space Operations Squadron, zuständig für die Kommunikation mit Satelliten, die die Nordpolarregion überfliegen.
Von Thule aus wurde in den späten 1950er Jahren mit der Errichtung des 240 Kilometer entfernten Camp Century begonnen, einer unter dem Inlandeis gelegenen US-Basis, die als Auftakt für das Project Iceworm zur Stationierung von US-amerikanischen Nuklearraketen auf Grönland dienen sollte.

### Zwangsumsiedlung
Der zur Militärbasis nächstgelegene größere Ort ist das 108 km Luftlinie entfernte Qaanaaq im Norden, wohin die ehemaligen Bewohner von Uummannaq (Dundas) 1953, zwei Jahre nach dem Bau der Basis, zwangsumgesiedelt wurden. Sie konnten erst 1999 eine Entschädigung vom dänischen Staat erstreiten. Jean-Noël Malaurie, ein französischer Ethnologe und Geograph, berichtet in dem Buch über seine Grönland-Expedition von 1950 bis 1951 auch ausführlich vom Aufbau der Air Base und den Auswirkungen auf die dort ansässigen Polar-Inuit.

### Besuch von JD Vance
US-Präsident Donald Trump äußerte schon in seiner ersten Amtszeit Interesse daran, Grönland zu übernehmen, was er kurz nach seiner Amtseinführung 2025 wiederholte. Um dieses Interesse zu unterstreichen, besuchte der Vizepräsident JD Vance mit seiner Frau im März 2025 die Basis. Während seines Besuchs äußerte sich Vance kritisch gegenüber Dänemark, zu dem Grönland gehört. Nur zwei Wochen nach dem umstrittenen Besuch wurde die Kommandantin Colonel Susannah Meyers entlassen. Meyers soll sich per E-Mail kritisch gegenüber den Aussagen von Vance geäußert haben, um die lokal arbeitenden Dänen, Kanadier und Grönländer zu beschwichtigen. Ein Sprecher des US-Verteidigungsministeriums teilte mit, Maßnahmen, die die Befehlskette oder die Agenda von Präsident Donald Trump untergraben, würden im Ministerium nicht toleriert.

## Zwischenfälle
- Am 16. September 1952 wurde eine Handley Page Hastings C.2 der Royal Air Force (Luftfahrzeugkennzeichen WD492) beim Abwurf von Versorgungsgütern aus nur 15 Metern Flughöhe 1,6 Kilometer südlich des Northice Camp (Grönland) in den Boden geflogen. Start- und Zielort der Hastings war die Thule Air Base. Trotz dieses CFIT (Controlled flight into terrain) überlebten alle 12 Insassen, Besatzungsmitglieder und Passagiere, den Unfall.[10]

- Am 12. September 1954 meldeten die Piloten einer Douglas C-124C Globemaster II der United States Air Force (USAF) (52-1052) 12 Minuten nach dem Start von der Thule Air Base einen Notfall und kehrten zurück. Die Maschine, ursprünglich auf dem Rückweg zur Westover Air Reserve Base, stürzte einen Kilometer vor Thule ab. Von den 15 Insassen kamen 10 ums Leben.[11]

- Am 15. Mai 1955 verunglückte eine Douglas C-124C Globemaster II der United States Air Force (USAF) (52-1088) nach dem Start von der Thule Air Base und wurde irreparabel beschädigt. Nähere Einzelheiten sind derzeit nicht verfügbar. Alle sieben Besatzungsmitglieder überlebten den Unfall.[12]

- Am 21. Januar 1968 stürzte elf Kilometer südlich der Thule Air Base eine Boeing B-52G Stratofortress aufs Eis. Drei der vier an Bord befindlichen Wasserstoffbomben fielen ins Eismeer und konnten eingefroren geborgen werden. Nach massiven Protesten der dänischen Regierung unternahmen die USA auch eine aufwändige Suche nach der vermissten vierten Bombe, zunächst ohne Erfolg. Ob die US-Spezialeinheit Navy SEALs und Soldaten des Bauregiments (Seabees) der US Navy 1979 die vierte Bombe in der Baffin Bay bergen konnten, wurde 2008 nach Recherchen der BBC angezweifelt.[13][14] Als Konsequenz der Medienberichte beauftragte der dänische Außenminister im Jahr 2009 das Danish Institute for International Studies (DIIS) mit der Anfertigung eines neuen Berichtes zum Absturz.[15] Dieser Bericht konnte widerlegen, dass eine Waffe verloren gegangen war. Der Unfall führte Jahre später zu Entschädigungsprozessen (siehe auch Absturz einer B-52 nahe der Thule Air Base 1968).

## Einrichtungen
Das von Präsident George W. Bush initiierte Raketenabwehrprogramm National Missile Defense (NMD) sollte zum Teil dort installiert werden. Seit 1961 beherbergt die Basis mit Detachment 3 des 22nd Space Operations Squadron die inzwischen größte und nördlichste von acht weltweiten Satellitenbodenstationen der Air Force.  Sie besitzt als Besonderheit ein Schleppschiff, das dazu dient, Eisberge abzuschleppen, die in die Einflugschneise geraten. 
Zur Pituffik Space Base gehörte auch ein 378,25 Meter hoher, gegen Erde isolierter Sendemast für militärischen Langwellenfunk, dessen Fundament wegen des gefrorenen Bodens besondere Maßnahmen erforderte. Er war der höchste Mast nördlich des Polarkreises in der westlichen Hemisphäre. Nachdem er längere Zeit ungenutzt war, wurde der Turm im Jahr 1992 gesprengt.

Reichweite des Frühwarnsystems
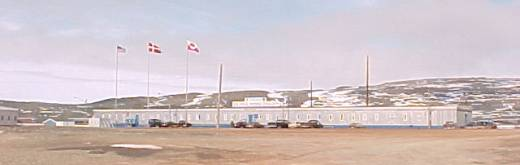
Pituffik Space Base
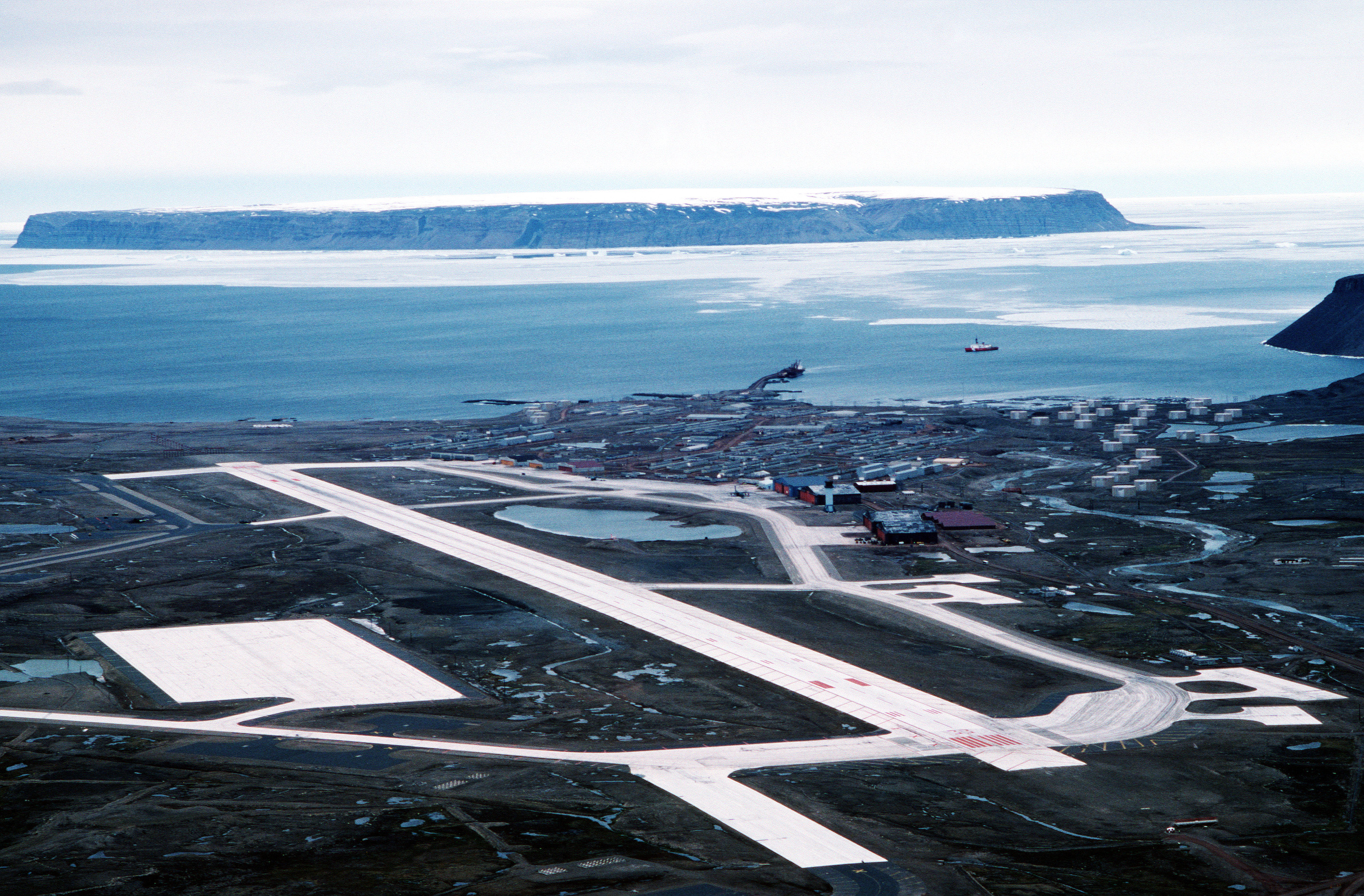
Luftbild der Pituffik Space Base, im Hintergrund die Insel Appat
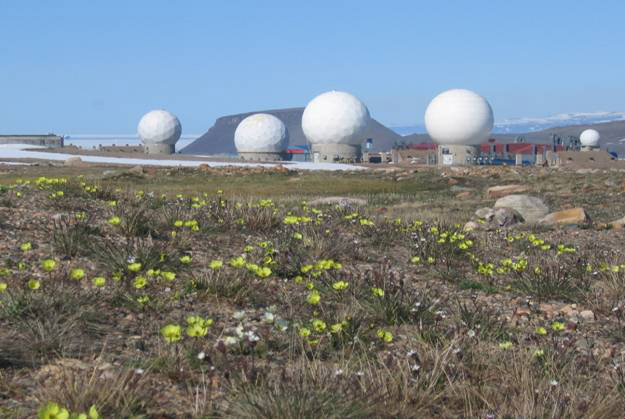
Detachment 3, Satellitenbodenstation
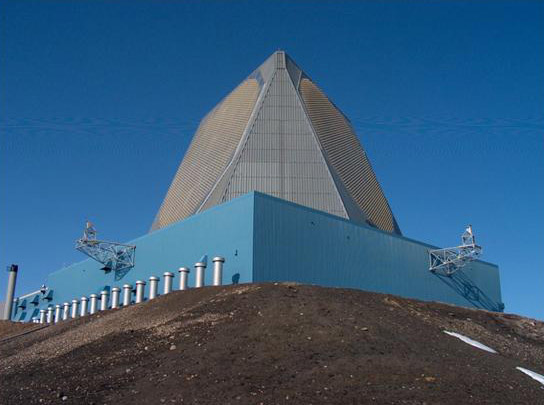
Zweiseitige, festmontierte Radarstation des 12th Space Warning Squadron